# Soraga di Fassa
Soraga di Fassa är en ort och kommun i provinsen Trento i regionen Trentino-Sydtyrolen i Italien. Kommunen hade 692 invånare (2018).